# Hideo Ishikawa
Hideo Ishikawa (jap. 石川 英郎 Ishikawa Hideo; ur. 13 grudnia 1969) – japoński seiyū i aktor dubbingowy związany z Aoni Production. Znany jest m.in. jako Itachi Uchiha w serii Naruto.

## Role w serialach i filmach
- Dōkyūsei (film; 2016) jako Manabu Hara
- Death Note Special (2007) jako Raye Penber
- Bleach: The Diamont Dust Rebelion (2007) jako Jūshirō Ukitake
- Naruto Shippūden (2007) jako Itachi Uchiha
- Innocent Venus (2006) jako Toraji Shiba
- Bleach: Memories of Nobody (2006) jako Jūshirō Ukitake
- Death Note (2006) jako Raye Penber i Hideki Ide
- Night Head Genesis (2006) jako Jin Tanaka
- Marginal Prince (2006) jako Stanislav Sokurov
- Kin'iro no Chord (2006) jako Hiroto Kanazawa
- Angel's Feather (2006) jako Shion Tōdō
- Final Fantasy VII: Advent Children (2005) jako Caith Sith
- Bleach: The Sealed Sword Frenzy (2004) jako Jūshirō Ukitake
- Saint Seiya: Niebiański Rozdział - Uwertura (2004) jako Jabu
- Rycerze Zodiaku (Saint Seiya) jako Jabu
- Ring ni Kakero (2004) jako Kazuki Shinatora
- Bleach: Memories in the Rain (2004) jako Jūshirō Ukitake
- Chōjūshin Gravion Zwei (2004) jako Ewan
- Bleach (2004) jako Jūshirō Ukitake
- Tantei Gakuen Q (2003) jako Kintarō Tōyama
- Submarine 707R (2003) jako Ichiro Suzuki
- Araiso Private High School Student Council Executive Committee (2002) jako Tokitō Minoru
- Shin Gettā Robo tai Neo Gettā Robo (2000) jako Ryoma Nagare
- Boys Be... (2000) jako Yoshihiko Kenjō
- Sotsugyō M: Oretachi no Carnival (1999) jako Yūsuke
- One Piece (1999) jako Fullbody
- Graviation: Lyrics of Love (1999) jako Tatsuha Uesugi
- Great Teacher Onizuka (1999) jako Hideo
- Weiß Kreuz (1999) jako Akira
- Nuku Nuku TV (1998) jako Eiichi Ikenami
- Mahō no Stage Fancy Lala (1998) jako Hiroya Aikawa
- Bubblegum Crisis: Tokyo 2040 (1998) jako Masaki
- Shin Kyūteī Hanī (1994) jako Adonis